# Amund B. Larsen
Amund Bredesen Larsen, född den 15 december 1849 i Grue prästgäll i Solør, död den 27 april 1928 i Bærum, var en norsk dialektforskare.
Larsen blev student 1866, candidatus magisterii 1878, adjunkt i Arendal 1883, tog doktorsgraden 1895 på sin avhandling om Lydlæren i den solørske Dialekt især i dens Forhold til Oldsproget (1894), den första på modern fonetisk vetenskap byggda beskrivningen av ett norskt bygdemål. Han var en utmärkt kännare av de norska dialekterna; hans viktigaste skrifter är Oversigt over de trondhjemske dialekters slægtskabsforhold (1886), Oversigt over de norske bygdemål (1898), Kristiania bymål. Vulgærsproget med henblik paa den utvungne dagligtale« (1907), Bergens bymål (tillsammans med Gerhard Stoltz, 1911—12), Om Sognemålene (1923) och Nedenes Amt av Norske Gaardnavne (1905 ff.), utöver mindre uppsatser i Trondhjems och Kristiania Videnskabsselskabers skrifter.  Till hans 75-årsdag 1924 utkom en festskrift.